# Rana bwana
Rana bwana és una espècie de granota de la família dels rànids i de l'ordre dels anurs.

## Distribució geogràfica
Es troba a l'Equador i el Perú.